# 474 Prudentia
474 Prudentia је астероид главног астероидног појаса са пречником од приближно 37,58 km.
Афел астероида је на удаљености од 2,971 астрономских јединица (АЈ) од Сунца, а перихел на 1,932 АЈ.
Ексцентрицитет орбите износи 0,211, инклинација (нагиб) орбите у односу на раван еклиптике 8,800 степени, а орбитални период износи 1402,453 дана (3,839 године).
Апсолутна магнитуда астероида је 10,60 а геометријски албедо 0,072.
Астероид је откривен 13. фебруара 1901. године.